# آلتاواله
آلتاواله (به ایتالیایی: Altavalle) یک کومونه در ایتالیا است که در ترنتینو واقع شده‌است. آلتاواله ۳۳٬۵۶ کیلومتر مربع مساحت و ۱٬۶۲۵ نفر جمعیت دارد.